# Maastricht
Maastricht (phiên âm tiếng Việt: Ma-xtrích; /maːstʀɪçt/ listenⓘ trong tiếng Hà Lan; đôi khi phát âm [maːstʁɪχt]; tiếng Limburg (bao gồm phương ngữ Maastricht) Mestreech [məˈstʀeːç]; tiếng Pháp Maëstricht là một thành phố và đô thị, tỉnh lỵ của tỉnh Limburg. Thành phố này nằm hai bên bờ sông Meuse (tiếng Hà Lan: Maas) đông nam Hà Lan, gần biên giới Bỉ và Đức.
Ngày nay, Maastricht nổi tiếng là một trung tâm của truyền thống, lịch sử và văn hóa, một địa điểm du lịch phổ biến với các loại hình giải trí và mua sắm. Thành phố cũng là nơi có nhiều cơ sở giáo dục gồm Đại học Maastricht (gồm University College Maastricht), Trường quản lý Maastricht, một số bộ phận của Đại học Khoa học ứng dụng Zuyd (gồm Nhạc viện Maastricht, Học viện Kịch nghệ Maastricht và Hotelschool Maastricht). Từ tháng 8 năm 2009 có United World College. Do đó thành phố này có nhiều sinh viên quốc tế.
Maastricht bao gồm 40 phường xếp theo thứ tự ABC như sau:
- Amby
- Beatrixhaven, Belfort, Belvedère, Biesland, Binnenstad (the city centre), Borgharen, Boschpoort, Boschstraatkwartier, Bosscherveld, Brusselsepoort
- Caberg, Campagne, Céramique
- Daalhof, De Heeg
- Eyldergaard
- Hazendans, Heer, Heugem, Heugemerveld
- Itteren
- Jekerdal, Jekerkwartier
- Kommelkwartier
- Limmel
- Malberg, Malpertuis, Mariaberg
- Nazareth
- Oud-Caberg
- Pottenberg
- Randwyck
- Scharn, Sint Maartenspoort, Sint Pieter, Statenkwartier
- Villapark
- Vroendaal
- Wittevrouwenveld, Wolder, Wyck, Wyckerpoort

Maastricht có Sân bay Maastricht Aachen với các tuyến bay nối  với các thành phố Alicante, Girona, Pisa.

## Cư dân nổi bật
- Jan Pieter Minckeleers (1748-1824) - người phát minh đèn chiếu sáng đốt khí than đá.
- Peter Debye (1884-1966) – nhà hóa học đoạt Giải Nobel.
- Gerard Bergholtz (1939) - cầu thủ bóng đá.
- André Rieu (1949) - nhạc công violin.
- Fred Rompelberg (1945) - tuyển thủ đua xe đạp.
- Sjeng Kerbusch (1947-1991) – nhà gen học hành vi
- Benny Neyman (1951-2008) – ca sĩ.
- Maxime Verhagen (1956) – nhà chính trị.
- Bram Moszkowicz (1960) - luật sư.
- Boudewijn Zenden (1976) - cầu thủ bóng đá.
- Ad Wijnands (1959) – cu-rơ xe đạp Tour de France
- Pieter van den Hoogenband (1978) - vận động viên bơi lội.

## Thành phố kết nghĩa
- Liège, Bỉ
- Koblenz, Đức
- Rama, Nicaragua

## Hình ảnh

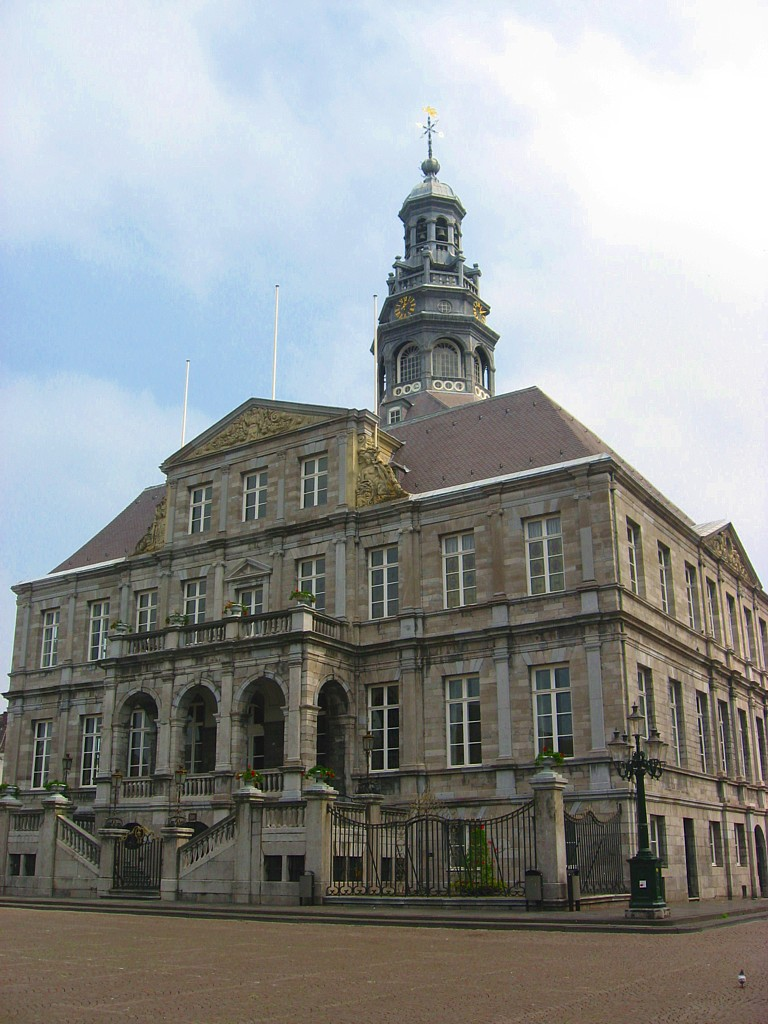
Tòa thị chính
- Tập tin:Maastricht 2008 City Park 01.jpgòCong viên
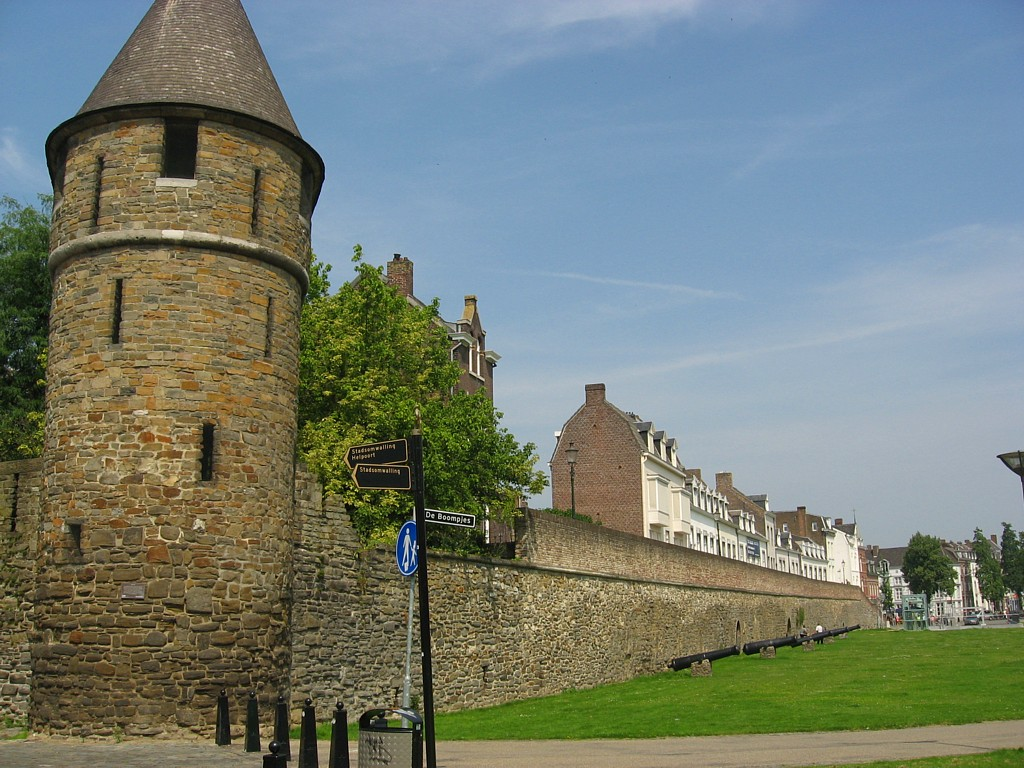
Kè Onze-Lieve-Vrouwe
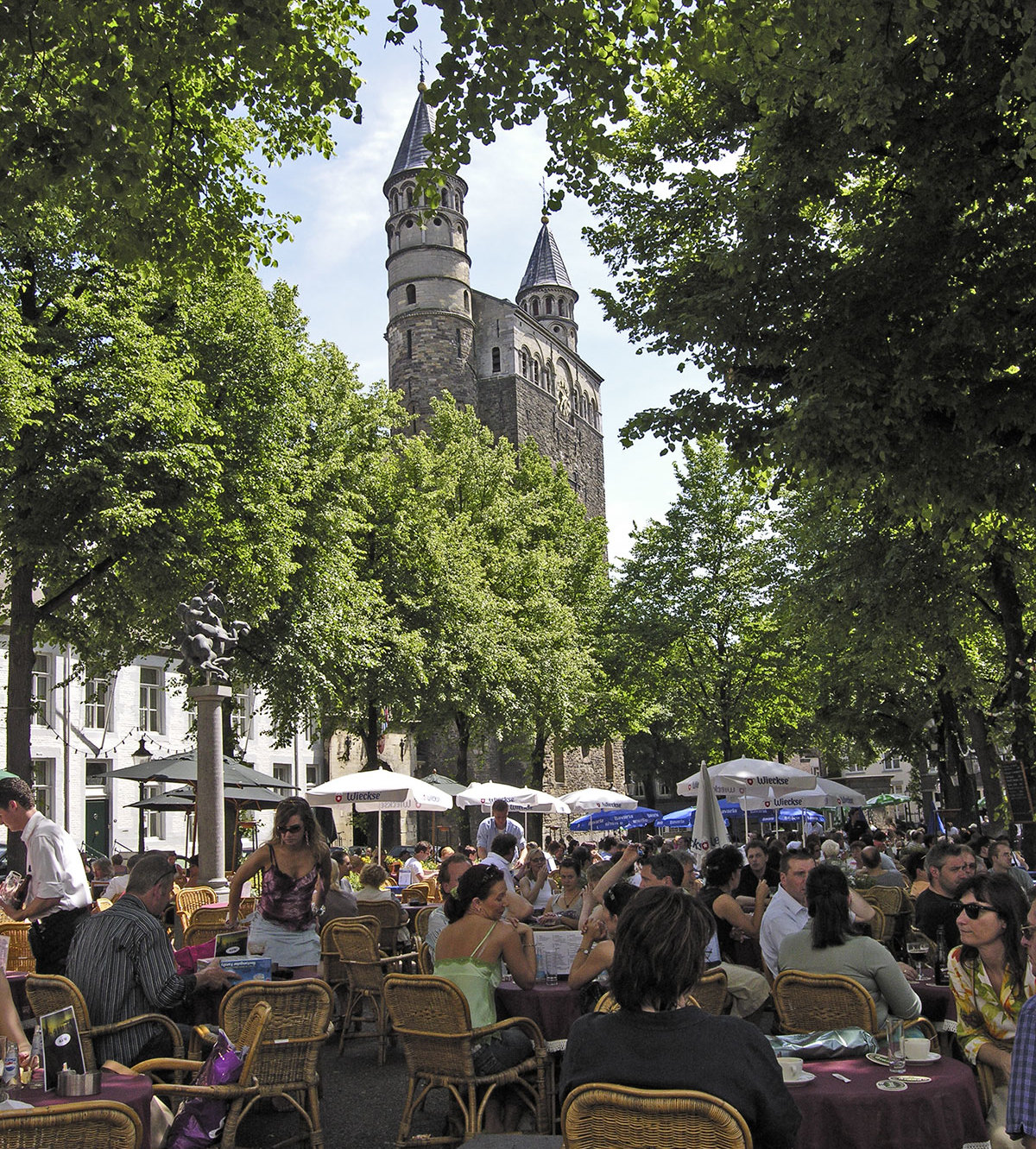
Quảng trường Onze-Lieve-Vrouwe
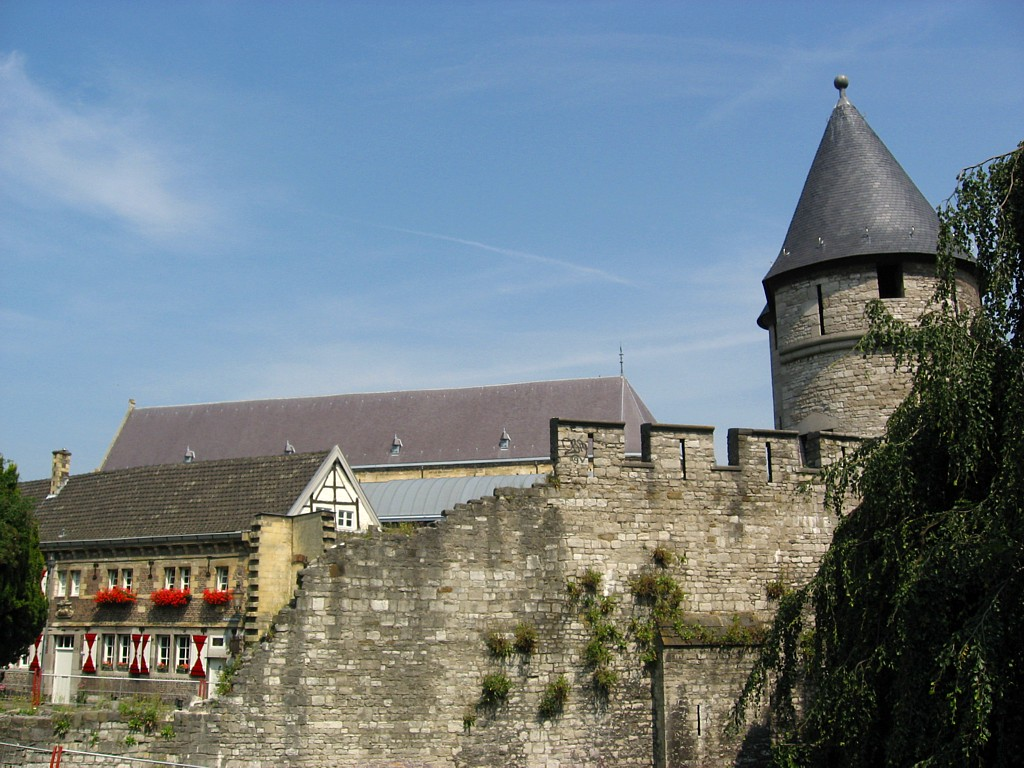
Tháp Father Vink
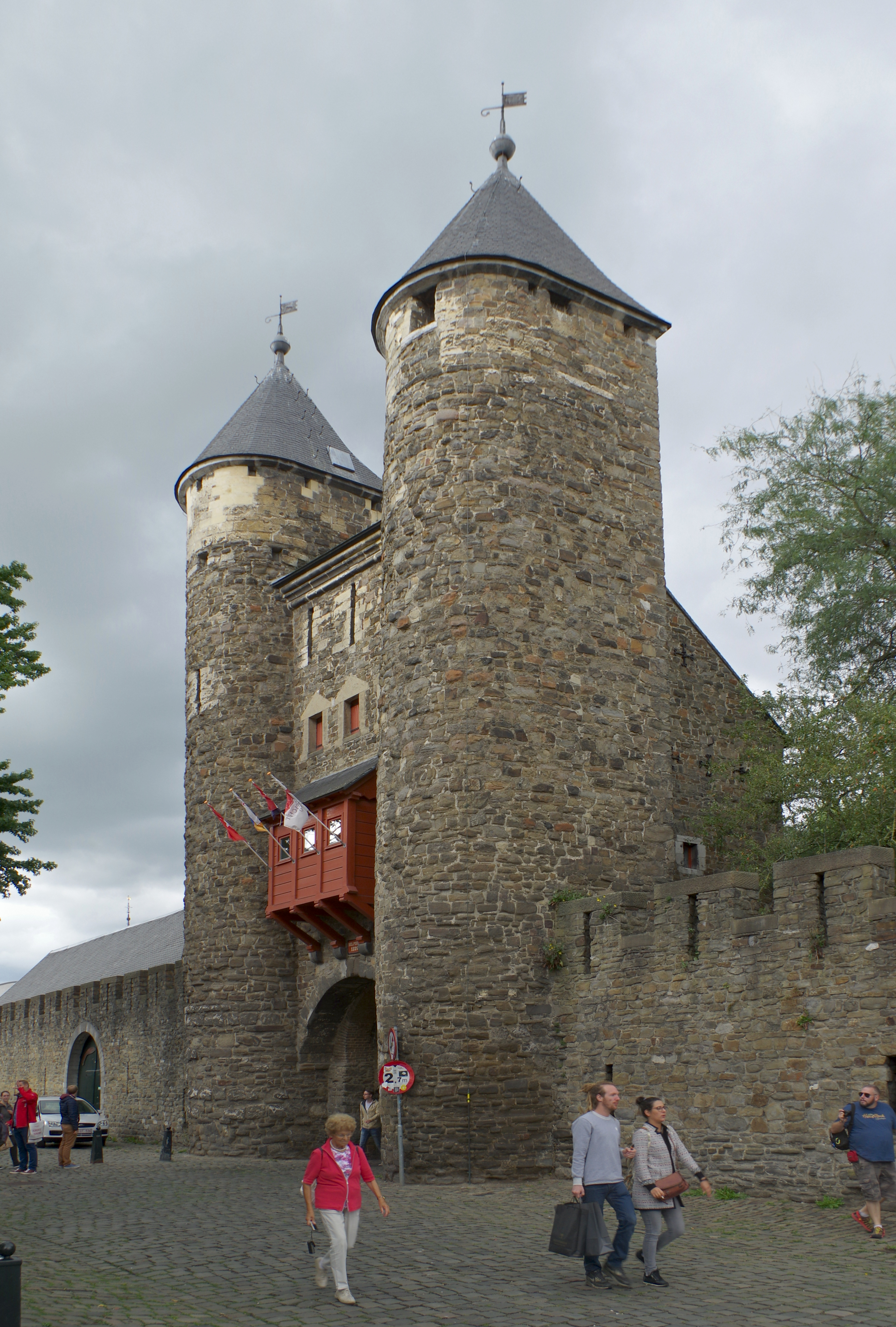
Cổng địa ngục
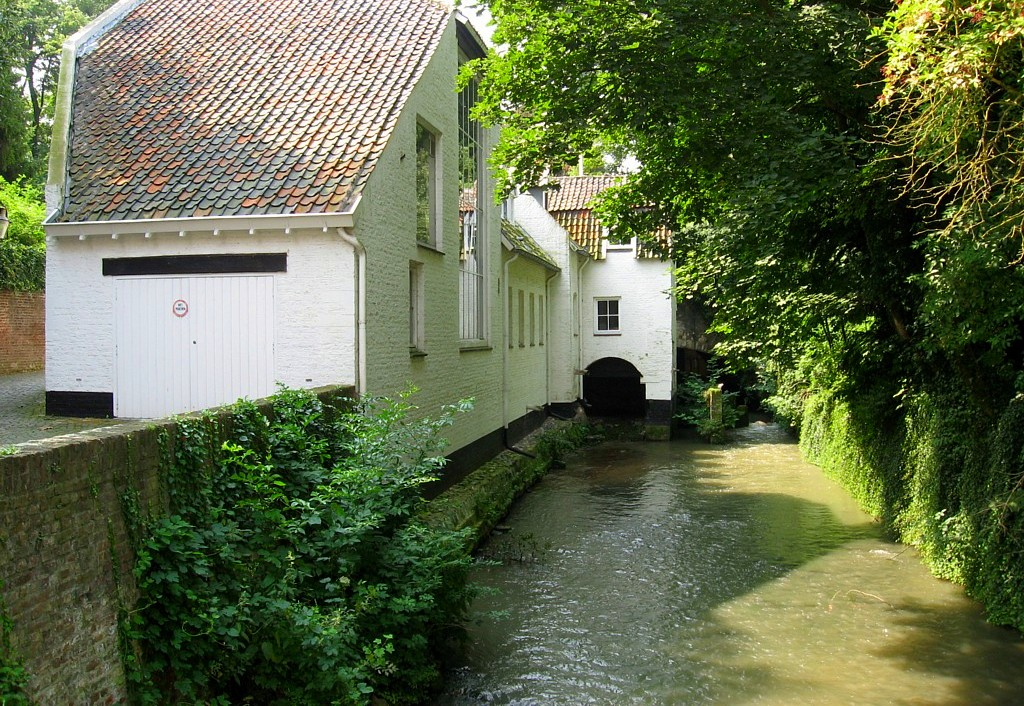
Sông Jeker
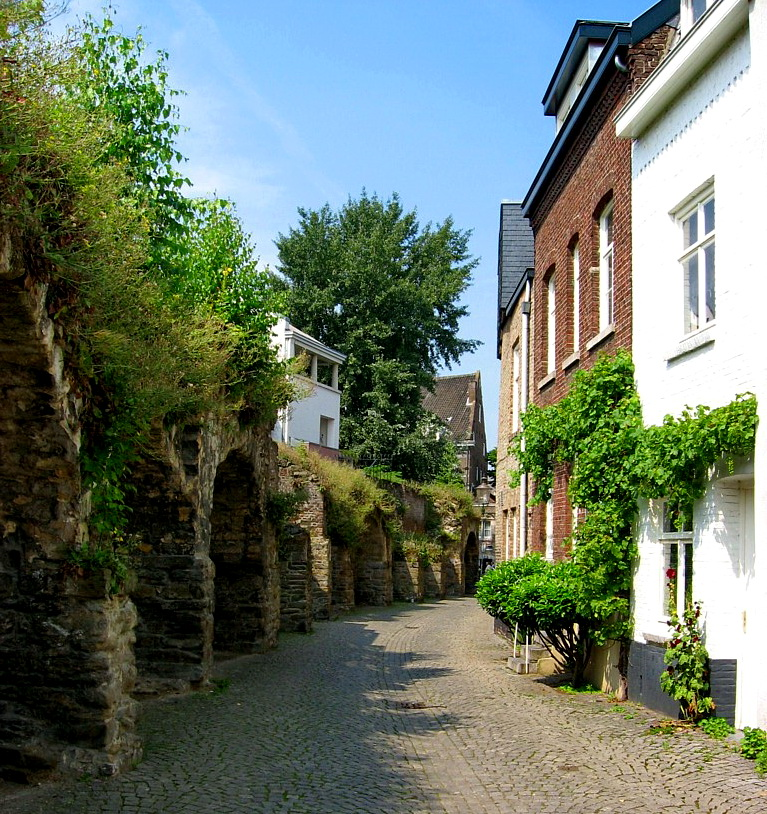
Phố Lang Grachtje
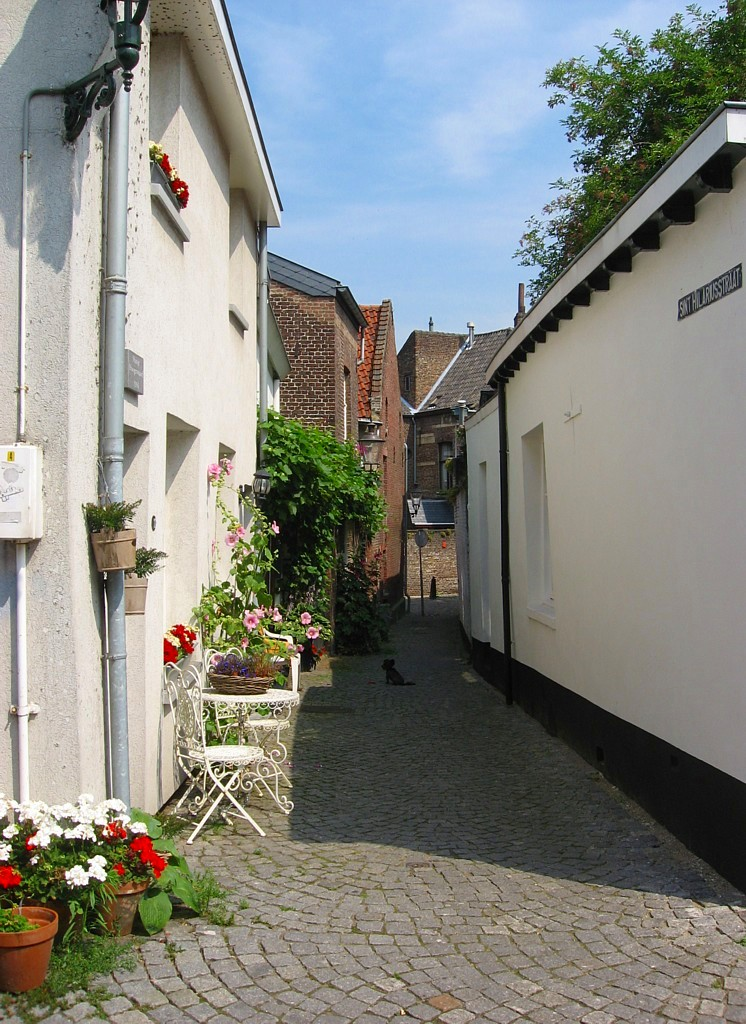
Phố Saint Hilarius
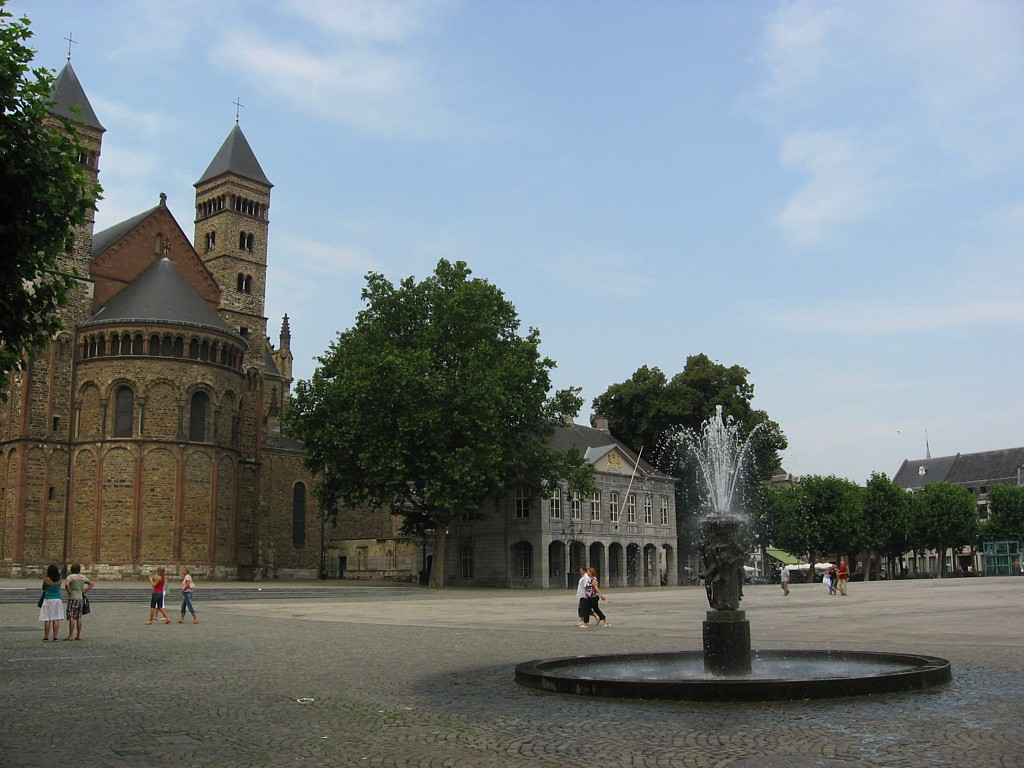
Thánh đường Vrijthof & Saint Servatius
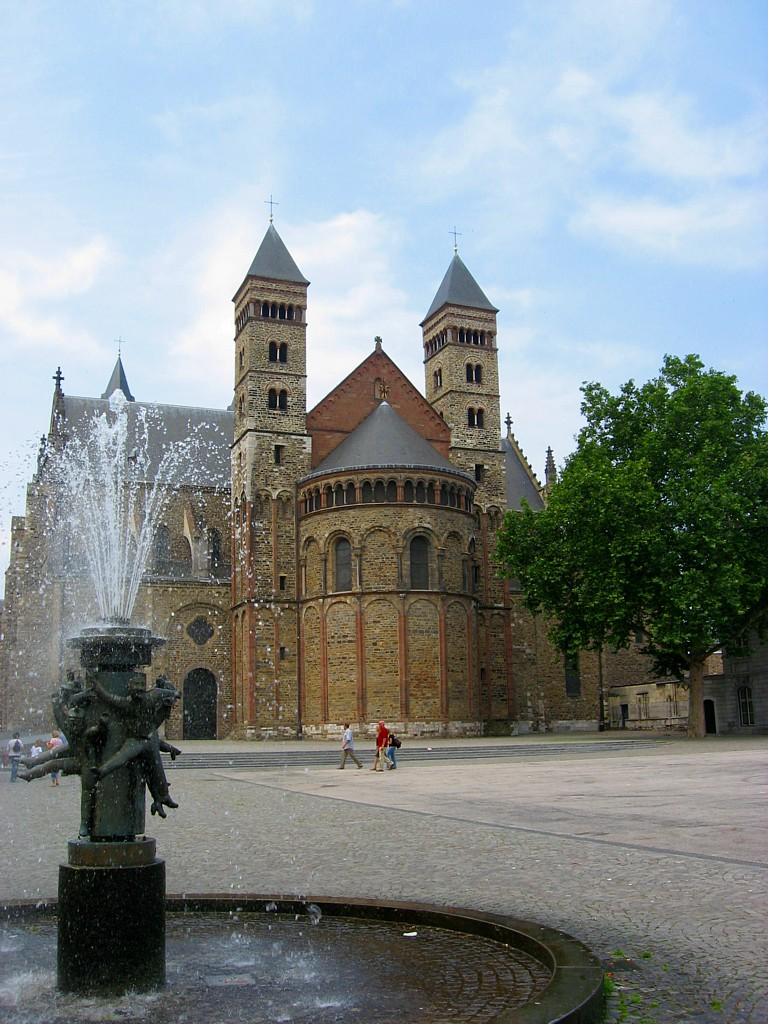
Thánh đường Saint Servatius
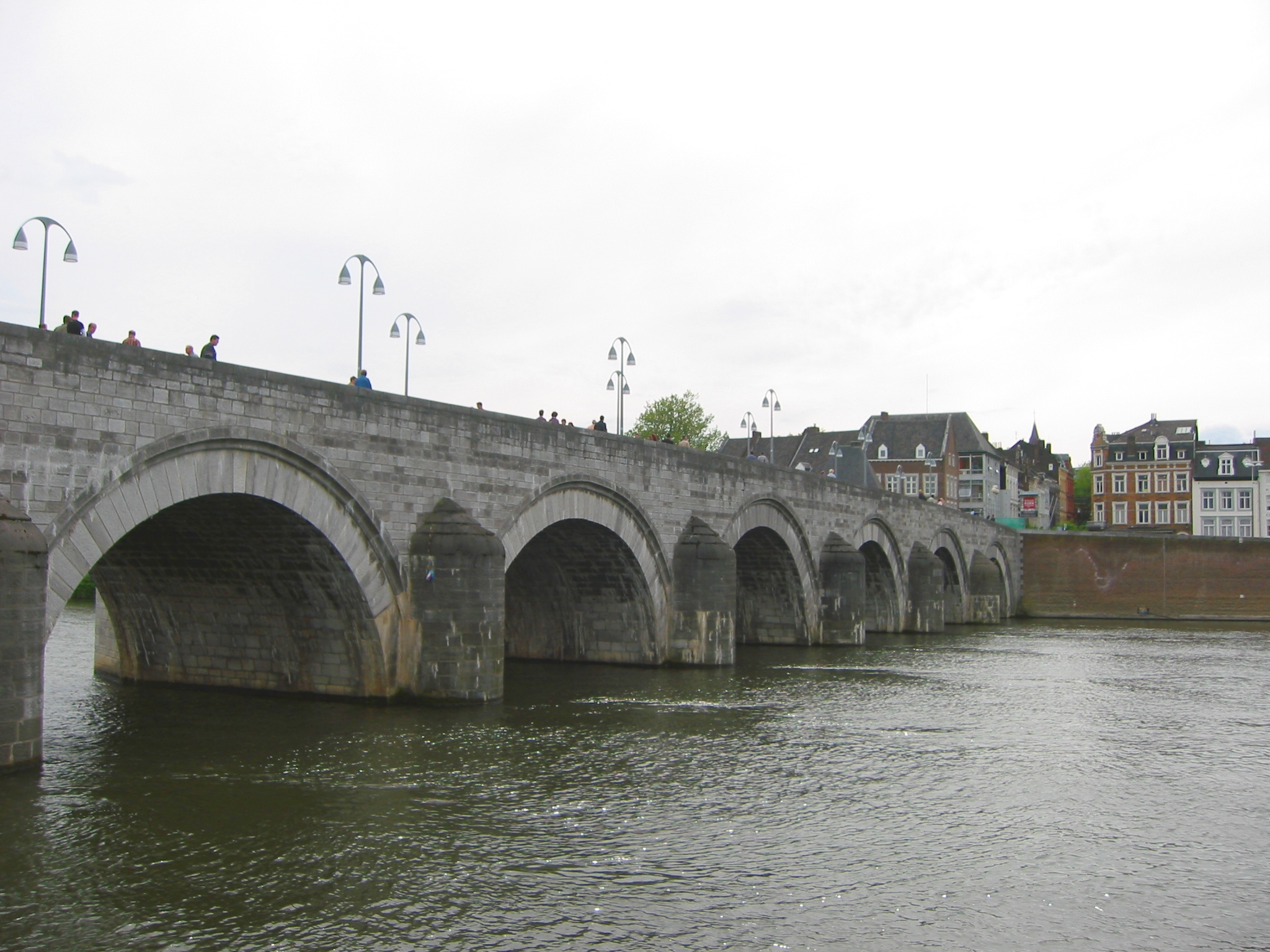
Cầu Saint Servatius
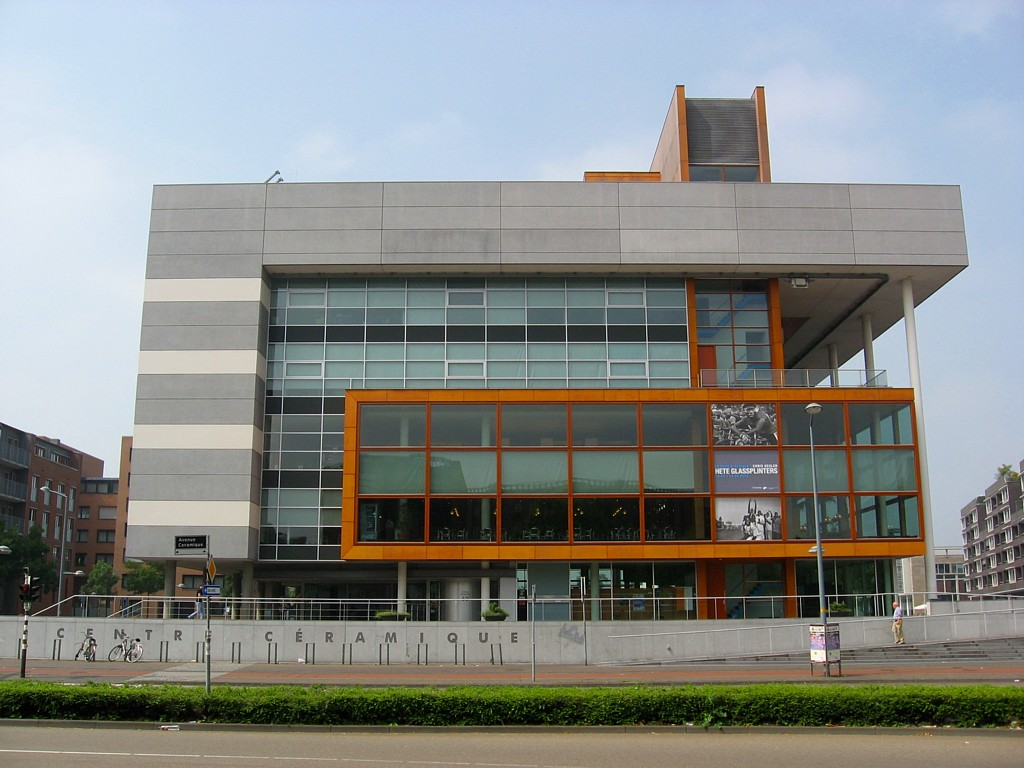
Thư viện
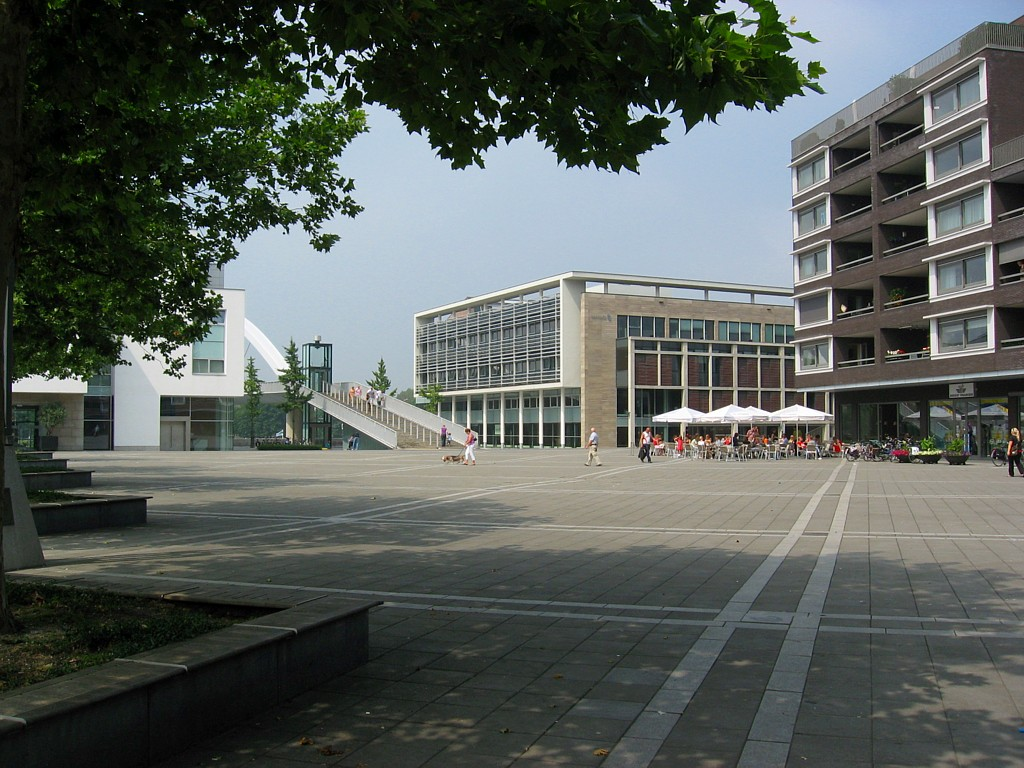
Quảng trường 1992
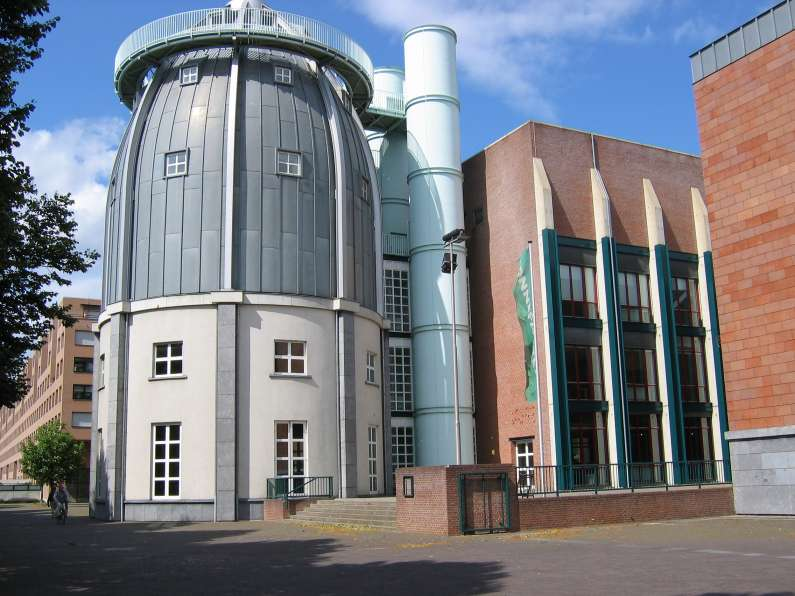
Bảo tàng Bonnefanten
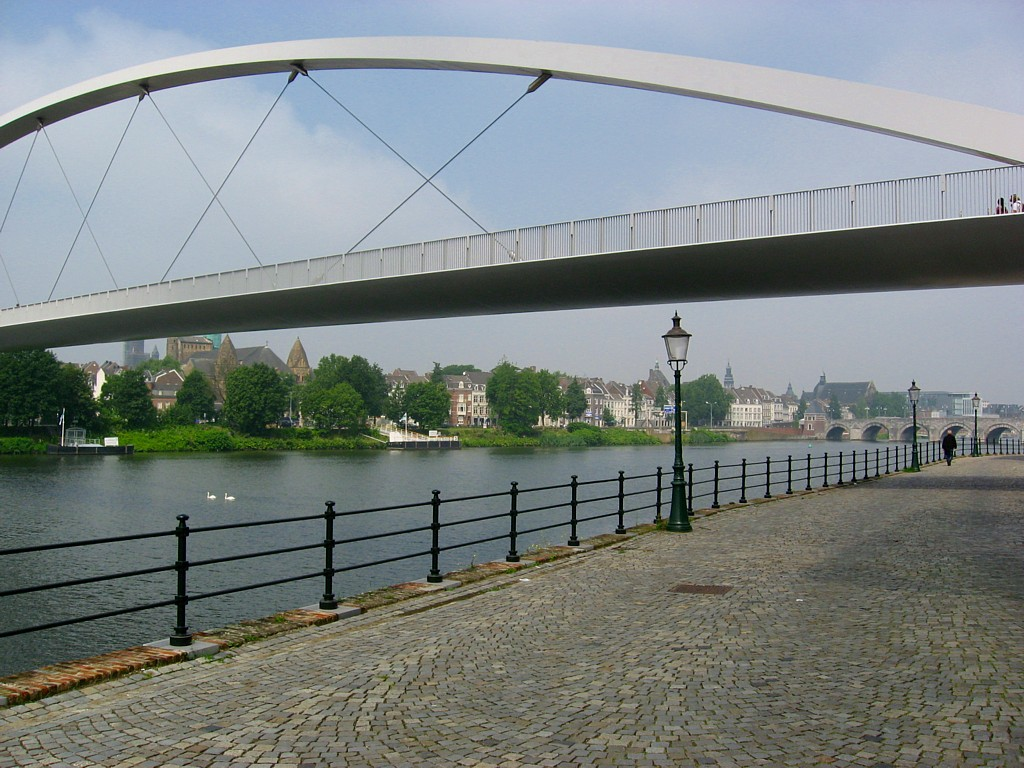
Cầu High
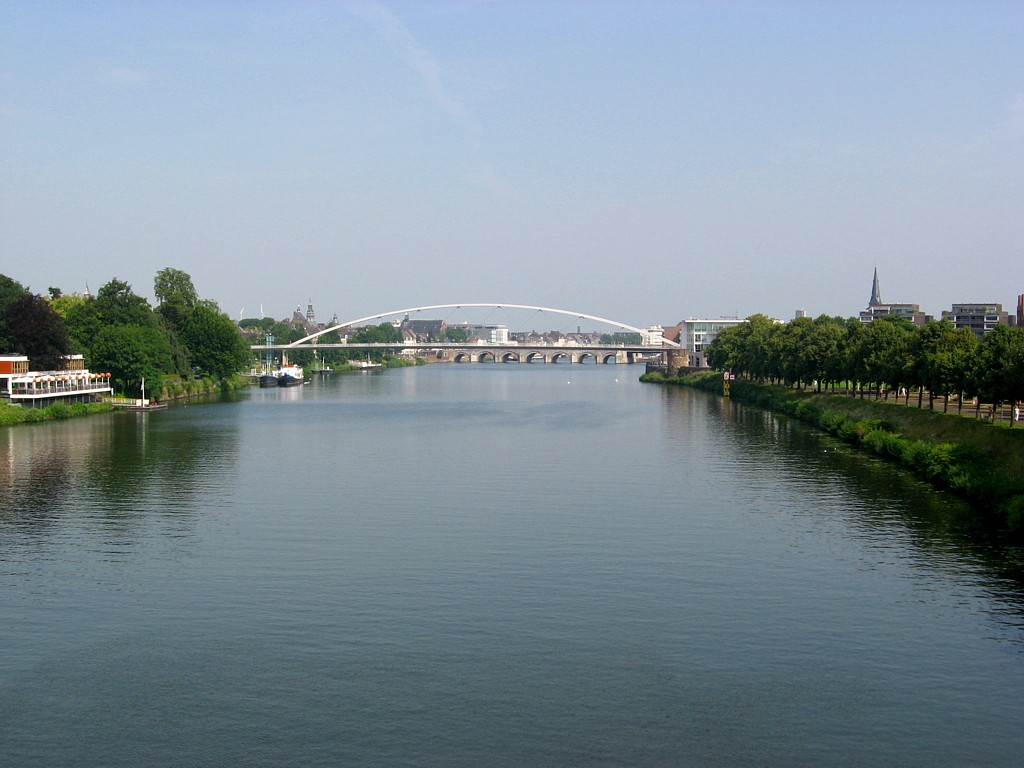
Sông Maas
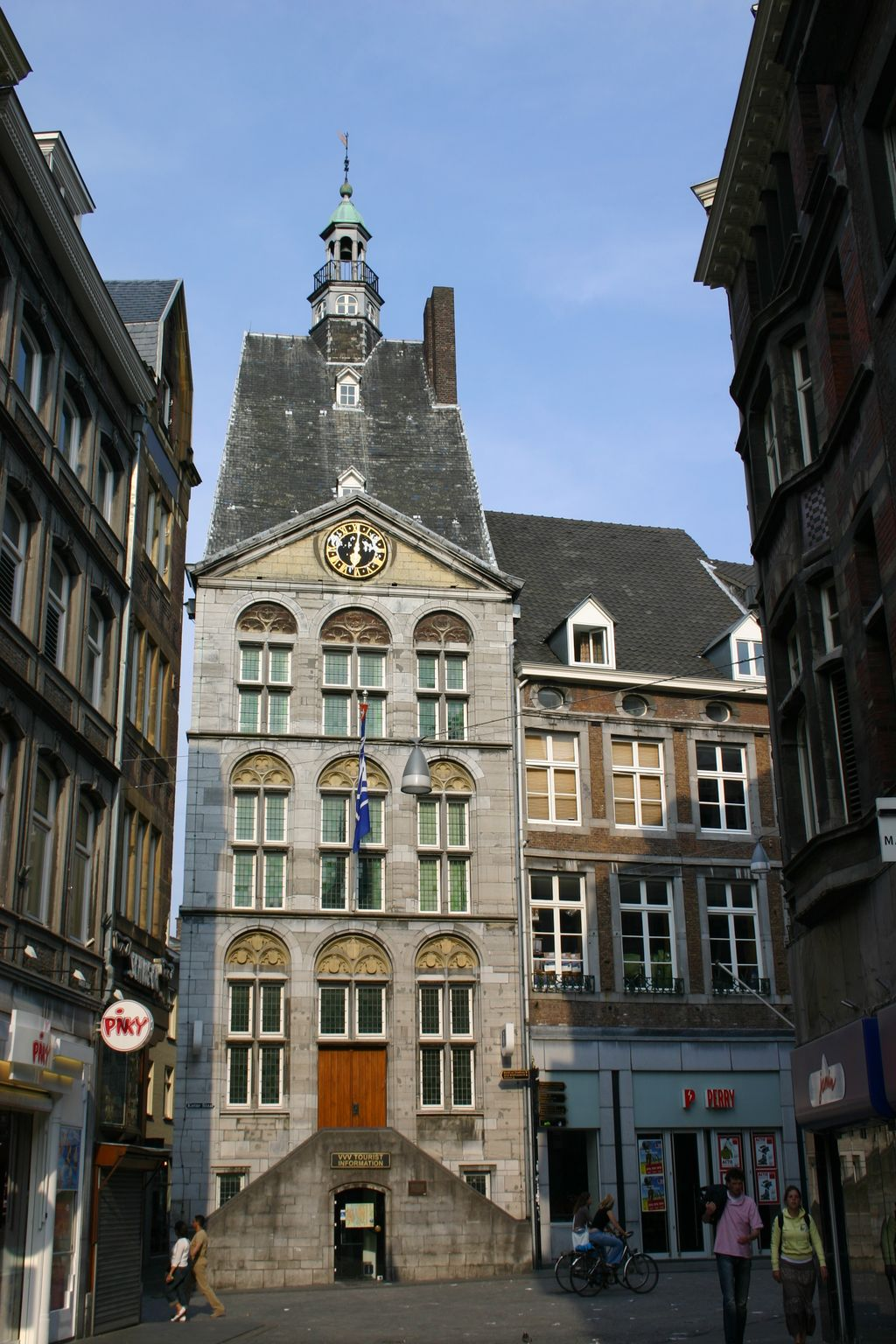
Dinghuis
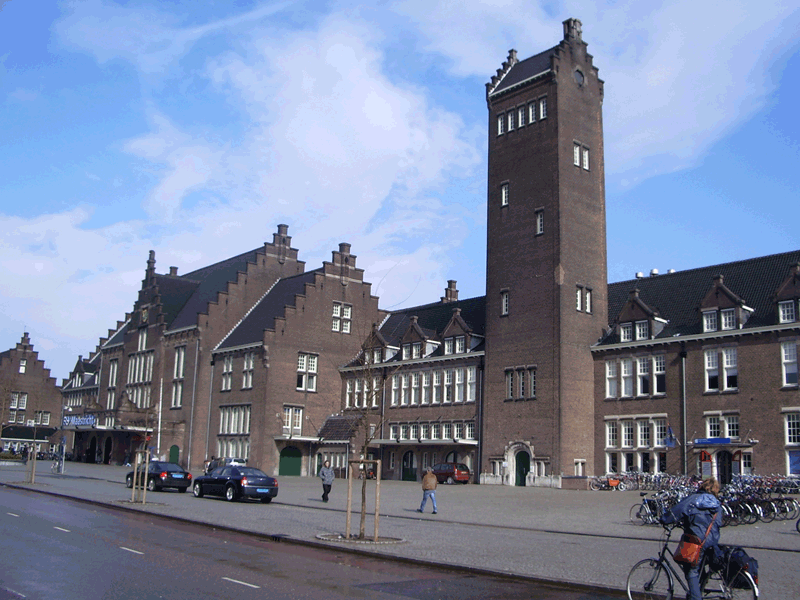
Nhà ga tàu hỏa